# جک دوهان
جک دوهان (زاده ۲۰ ژانویه ۲۰۰۳) یک راننده اتومبیل رانی استرالیایی است که در حال حاضر به عنوان راننده ذخیره در تیم فرمول یک تیم فرمول یک آلپاین فعالیت می کند. دوهان اخیراً در مسابقات قهرمانی فرمول ۲ فصل ۲۰۲۳ با تیم ویرتوزی ریسینگ حضور پیدا کرده است. 
جک دوهان عضو تیم نوجوانان ردبول از ۲۰۱۸ تا ۲۰۲۱ بوده است،  او همچنین از سال ۲۰۲۲ عضو آکادمی آلپاین بوده است.  دوهان اولین حضور خود را در فرمول یک در تمرین جایزه بزرگ مکزیکو سیتی ۲۰۲۲ انجام داد. او قرار است از فصل ۲۰۲۵ به بعد برای تیم فرمول یک آلپاین مسابقه دهد و به جای استابان اوکون هم‌تیمی پیر گاسلی شود. 

### آلپاین (۲۰۲۵)
در آگوست ۲۰۲۴ آلپاین اعلام کرد که دوهان در مسابقات فرمول یک فصل ۲۰۲۵ در کنار پیر گاسلی رانندگی خواهد کرد.  او اولین راننده آکادمی تیم آلپاین است که به تیم فرمول یک این تیم راه یافته است. 